# Inflatocalyx infirmata
Inflatocalyx infirmata är en korallart som beskrevs av Verseveldt och Bayer 1988. Inflatocalyx infirmata ingår i släktet Inflatocalyx och familjen läderkoraller. Inga underarter finns listade i Catalogue of Life.